# Chiesa di Sant'Antonio Abate alla Morsella
La chiesa di Sant'Antonio abate alla Morsella è la parrocchiale di Morsella, frazione di Vigevano, in provincia di Pavia e diocesi di Vigevano; fa parte del vicariato urbano.

## Descrizione e storia
La chiesa originaria, costruita nel 1692, fu abbattuta e ricostruita negli anni '40 del Novecento: la chiesa attuale ne conserva solo il campanile.
La chiesa è dedicata a Sant'Antonio abate, eremita egiziano considerato il fondatore del monachesimo cristiano. Fu consacrata il 25 agosto 1940 e fu soggetta a diverse opere di restauro nei vari anni a seguire che hanno coinvolto principalmente le lavorazioni della facciata.